# Teletex

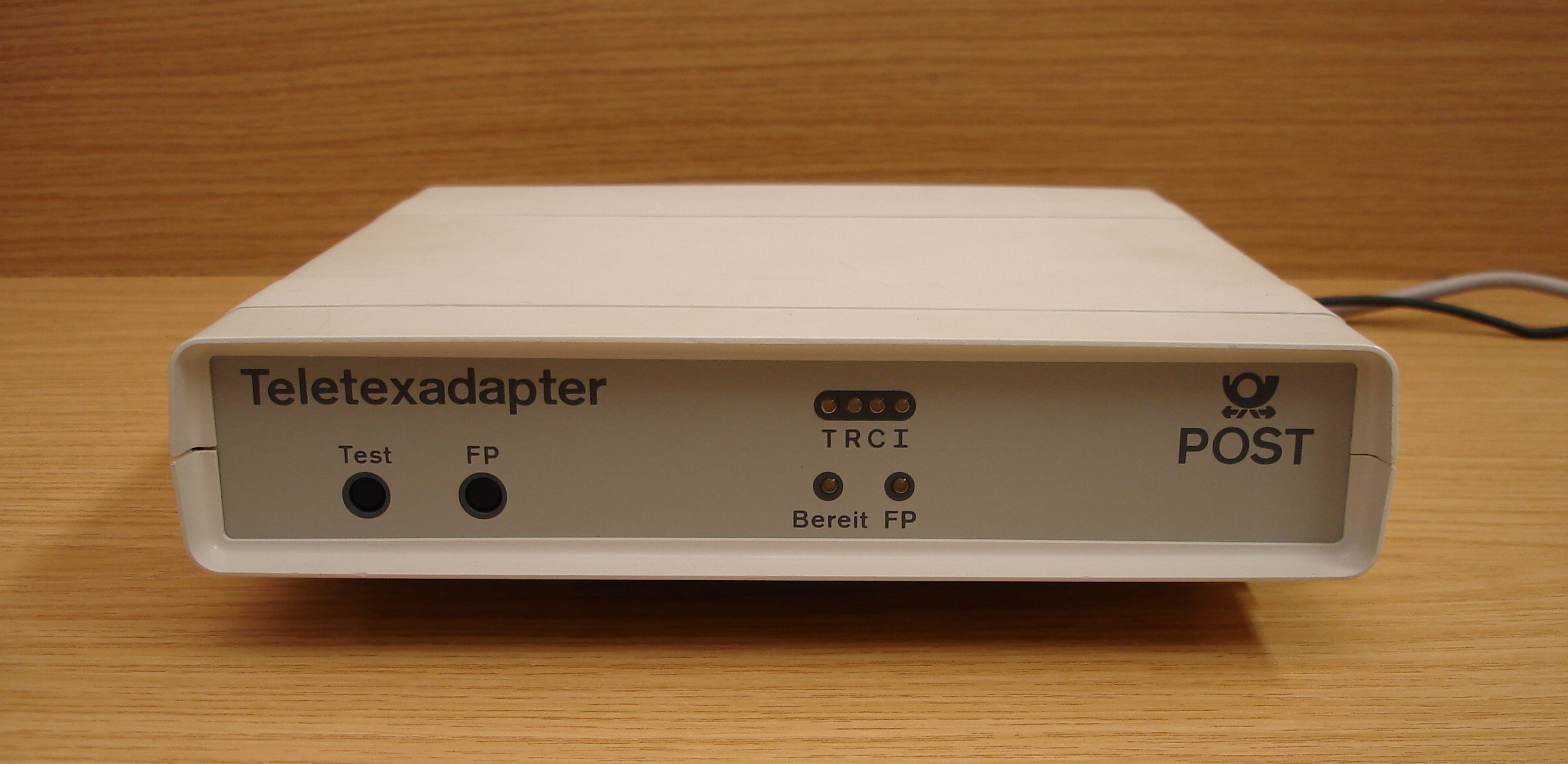
Adapter voor Teletex

Teletex (niet te verwarren met Telex of Teletekst) was een ITU-T specificatie voor een tekst- en documentcommunicatieservice die kon verspreid worden via telefoonlijnen. Teletex liet de transmissie en routering toe van groep 4 fax documenten.
De naam Teletex leefde op verschillende van de X.500 standaard attributen in LDAP.